# Frank Launder
Pour les articles homonymes, voir Launder.
Frank Launder, né le 28 janvier 1906 à Hitchin et décédé le 23 février 1997 à Monte-Carlo, est un scénariste, réalisateur et producteur britannique. Il fut à l'origine de plus de 60 films, souvent en collaboration avec Sidney Gilliat.

## Biographie
Frank Launder travailla d'abord comme conseiller officiel pour les entreprises en faillite au sein de la Brighton Repertory Company. Grâce aux bons rapports écrits réalisés pour sa société, il acquit une certaine réputation, si bien qu'en 1928, le département international de la communication aux studios Elstree le sollicitèrent pour l'écriture de scénarios.
C'est vers 1930 qu'il commence à travailler comme scénariste, en adaptant des films classiques, et avec des comédies comme Oh, Mr Porter! (1937). Il entama ensuite une longue collaboration avec Sidney Gilliat. Ensemble, ils écrivirent les scénarios de plusieurs films qui rencontrèrent un certain succès comme Une femme disparaît (The Lady Vanishes, 1938) et ce qui en constitue la suite : Train de nuit pour Munich (Night Train to Munich, 1940).
En pleine Seconde Guerre mondiale, le tandem produisit et dirigea le drame Ceux de chez nous (Millions Like Us, 1943).
Par la suite, ils fondèrent leur propre société de production, Individual Pictures, et réalisèrent dans ce cadre bon nombre de drames et de films à suspense comme L'Étrange Aventurière (I See a Dark Stranger, 1945) et La Couleur qui tue (Green for Danger, 1946). Cependant, parmi leurs films les plus remarquables figurent aussi des comédies qui connurent un vif succès : Cette sacrée jeunesse (The Happiest Days of Your Life, 1950), mais aussi et surtout la série très populaire des St. Trinian's, basée sur les personnages dessinés par Ronald Searle avec, pour décor, un pensionnat de jeunes filles.
Launder fut marié de 1950 jusqu'à sa mort à l'actrice Bernadette O'Farrell (en).

## Filmographie

### Comme producteur
- 1945 : L'Honorable Monsieur Sans-Gêne (The Rake's Progress) de Sidney Gilliat
- 1946 : L'Étrange Aventurière (I See a Dark Stranger)
- 1946 : La Couleur qui tue (Green for Danger)
- 1947 : Captain Boycott (en)
- 1948 : London Belongs to Me
- 1949 : Le Lagon bleu (The Blue Lagoon)
- 1950 : Cette sacrée jeunesse (The Happiest Days of Your Life)
- 1950 : Secret d'État (State Secret)
- 1952 : La Minute de vérité
- 1953 : Gilbert et Sullivan (The Story of Gilbert and Sullivan)
- 1954 : Les Belles de Saint-Trinian (The Belles of St. Trinian's)
- 1955 : Geordie (en)
- 1955 : Un mari presque fidèle (The Constant Husband)
- 1956 : The Green Man (en)
- 1957 : Le Manoir du mystère (en) (Fortune Is a Woman)
- 1957 : Sous le plus petit chapiteau du monde (The Smallest Show on Earth)
- 1957 : Fric-Fracs à gogo (Blue Murder at St. Trinian's)
- 1959 : Left Right and Centre (en)
- 1959 : Le Sentier du bonheur (The Bridal Path)
- 1960 : The Pure Hell of St. Trinian's

### Comme réalisateur
- 1932 : The Last Coupon (en), coréalisé avec Sidney Gilliat
- 1942 : Partners in Crime (en) (court métrage de 9'), coréalisé avec Sidney Gilliat
- 1943 : Ceux de chez nous (Millions Like Us)
- 1944 : Deux mille femmes (en) ou Prisonnières de guerre (2,000 Women)
- 1946 : L'Étrange Aventurière (I See a Dark Stranger)
- 1947 : Capitaine Boycott (en) (Captain Boycott)
- 1949 : Le Lagon bleu (The Blue Lagoon)
- 1950 : Cette sacrée jeunesse (The Happiest Days of Your Life)
- 1951 : Lady Godiva (Lady Godiva Rides Again)
- 1953 : Folly to Be Wise (en)
- 1954 : Les Belles de Saint-Trinian (The Belles of St. Trinian's)
- 1955 : Geordie (en)
- 1957 : Fric-Fracs à gogo (Blue Murder at St. Trinian's)
- 1959 : Le Sentier du bonheur (The Bridal Path)
- 1960 : The Pure Hell of St. Trinian's
- 1965 : Joey Boy (en)
- 1966 : The Great St. Trinian's Train Robbery (en)
- 1980 : The Wildcats of St. Trinian's (en)

### Comme scénariste
- 1929 : Harmony Heaven (en)
- 1929 : Under the Greenwood Tree (en)
- 1930 : Song of Soho (en)
- 1930 : The Middle Watch (en)
- 1930 : Children of Chance
- 1931 : Keepers of Youth (en)
- 1931 : How He Lied to Her Husband (en)
- 1931 : The Woman Between
- 1931 : The W Plan (en)
- 1931 : Chaussure à son pied (Hobson's Choice) de Thomas Bentley
- 1931 : Kinder des Glücks
- 1932 : Josser in the Army
- 1932 : After Office Hours (en)
- 1932 : The Last Coupon (en)
- 1932 : Pour l'amour de Mike (For the Love of Mike)
- 1933 : Happy (en)
- 1933 : You Made Me Love You (en)
- 1933 : A Southern Maid (en)
- 1933 : Facing the Music (en)
- 1933 : Hawley's of High Street (en)
- 1934 : Those Were the Days
- 1935 : So You Won't Talk (en)
- 1935 : The Black Mask
- 1935 : Rolling Home (en)
- 1935 : Mr. What's-His-Name?
- 1935 : I Give My Heart (en)
- 1935 : Get Off My Foot (en)
- 1936 : Where's Sally? (en)
- 1936 : Twelve Good Men
- 1936 : Seven Sinners (en)
- 1936 : Educated Evans (en)
- 1937 : Don't Get Me Wrong
- 1938 : Une femme disparaît (The Lady Vanishes)
- 1939 : A Girl Must Live
- 1939 : Inspector Hornleigh on Holiday (en)
- 1940 : They Came by Night (en)
- 1940 : Train de nuit pour Munich (Night Train to Munich)
- 1941 : Inspector Hornleigh Goes to It (en)
- 1941 : Kipps
- 1942 : Partners in Crime
- 1942 : Uncensored
- 1942 : The Young Mr. Pitt
- 1943 : Plongée à l'aube (We Dive at Dawn)
- 1944 : Soldier, Sailor
- 1944 : Deux mille femmes (en) ou Prisonnières de guerre (2,000 Women)
- 1945 : L'Honorable Monsieur Sans-Gêne (The Rake's Progress) de Sidney Gilliat
- 1946 : L'Étrange Aventurière (I See a Dark Stranger)
- 1947 : Captain Boycott (en)
- 1949 : Le Lagon bleu (The Blue Lagoon)
- 1950 : Cette sacrée jeunesse (The Happiest Days of Your Life)
- 1951 : Lady Godiva
- 1953 : Folly to Be Wise (en)
- 1954 : Les Belles de Saint-Trinian (The Belles of St. Trinian's)
- 1955 : Geordie
- 1957 : Le Manoir du mystère (en) (Fortune Is a Woman)
- 1957 : Fric-Fracs à gogo (Blue Murder at St. Trinian's)
- 1959 : Le Sentier du bonheur (The Bridal Path)
- 1960 : The Pure Hell of St. Trinian's
- 1964 : Ring of Spies (en)
- 1965 : Joey Boy (en)
- 1966 : The Great St. Trinian's Train Robbery (en)
- 1967 : Au théâtre ce soir : Cherchez le corps, Mister Blake (scénariste avec Sidney Gilliat)
- 1980 : The Wildcats of St. Trinian's (en)